# Wapato
Wapato és una població dels Estats Units a l'estat de Washington. Segons el cens del 2000 tenia 4.582 habitants.

## Demografia
Segons el cens del 2000, Wapato tenia 4.582 habitants, 1.198 habitatges, i 971 famílies. La densitat de població era de 1.823,8 habitants per km².
Dels 1.198 habitatges en un 53,3% hi vivien nens de menys de 18 anys, en un 53,6% hi vivien parelles casades, en un 19,2% dones solteres, i en un 18,9% no eren unitats familiars. En el 15,5% dels habitatges hi vivien persones soles el 7,7% de les quals corresponia a persones de 65 anys o més que vivien soles. El nombre mitjà de persones vivint en cada habitatge era de 3,73 i el nombre mitjà de persones que vivien en cada família era de 4,1.
Per edats la població es repartia de la següent manera: un 38,2% tenia menys de 18 anys, un 12,1% entre 18 i 24, un 26,5% entre 25 i 44, un 14,7% de 45 a 60 i un 8,4% 65 anys o més.
L'edat mediana era de 25 anys. Per cada 100 dones de 18 o més anys hi havia 102,2 homes.
La renda mediana per habitatge era de 25.804 $ i la renda mediana per família de 26.378 $. Els homes tenien una renda mediana de 18.333 $ mentre que les dones 19.375 $. La renda per capita de la població era de 9.451 $. Aproximadament el 32,2% de les famílies i el 34,3% de la població estaven per davall del llindar de pobresa.

## Poblacions més properes
El següent diagrama mostra les poblacions més properes.